# الكساد الكبير في أمريكا (كتاب)
الكساد الكبير في أمريكا (بالإنجليزية: America's Great Depression)‏ هو أطروحة كُتبت عام 1963 عن الكساد الكبير في الثلاثينيات وأسبابه الجذرية، كتبها الاقتصادي والمؤلف في المدرسة النمساوية موراي روثبورد. أُصدرت الطبعة الخامسة في عام 2000.

## ملخص
يحمل روثبارد السياسات التدخلية لإدارة هربرت هوفر مسئولية واتساع وشدة الكساد الكبير. ويشرح النظرية النمساوية لدورة الأعمال والتي ترى أن التلاعب الحكومي بعرض النقود يمهد الطريق لمراحل «الازدهار والكساد» المألوفة للسوق الحديث. بعدها حللّ السياسات التضخمية للاحتياطي الفيدرالي من عام 1921 إلى عام 1929 كدليل على أن الكساد لم يكن بسبب المضاربة ولكن بسبب تدخل الحكومة والبنك المركزي في السوق.

## تاريخ النشر
- الطبعة الأولى: برينستون ، نيوجيرسي: د.فان نوستراند ، 1963. غلاف مقوى. 361 صفحة.
- الطبعة الثانية: مينلو بارك ، كاليفورنيا: معهد الدراسات الإنسانية ، 1972. 361 صفحة. (ردمك 0-8402-5003-7).
- الطبعة الثالثة: نيويورك: مطبعة جامعة نيويورك. برعاية مشتركة من معهد الدراسات الإنسانية. 1 يناير 1975. غلاف عادي. 361 صفحة. (ردمك 0-8362-0647-9). غلاف (ردمك 0-8362-0634-7).
- الطبعة الرابعة: نيويورك: ريتشاردسون & سنايدر. دوتون. 1983. غلاف فني. 361 صفحة. (ردمك 0-943940-03-6).
- الطبعة الخامسة: أوبورن، معهد لودفيج فون ميزس، 15 يونيو 2000. غلاف مقوى. 368 صفحة. (ردمك 0-945466-05-6). (مقدمة بقلم بول جونسون[2])